# 維列伊卡
維列伊卡是白俄羅斯的城鎮，由明斯克州負責管轄，位於首都明斯克西北100公里的内里斯河右岸，面積2,400平方公里，海拔高度140至190米，2011年人口26,736。
54°29′17″N 26°54′54″E / 54.488°N 26.915°E

## 外部連結
- Pictures of nearby Russian Navy long-haul communications center （页面存档备份，存于）
- Photos of Vilejka at Radzima.org （页面存档备份，存于）
- Foto,Forum,Articles - Vilejka.be.together! （页面存档备份，存于） （白俄羅斯文）
- Vilyka portal （页面存档备份，存于）